# 市立飯山図書館
市立飯山図書館（しりついいやまとしょかん）は、長野県飯山市飯山にある公立図書館。雪国にある図書館として、雪にまつわる本を集めた「雪資料コーナー」を設置し、来館が難しい市民のために移動図書館「ゆきつばき号」の運行を行っている。

## 歴史

### 開館前史（1889-1945）
現行の飯山市域では、1889年（明治22年）10月に下水内郡教育会が図書館を開設した。この図書館は下水内郡からの補助金と教育会の会費で図書購入費を賄い、貸し出しも行っていた。1909年（明治42年）4月には、飯山尋常高等小学校（現・飯山市立飯山小学校）の1室へ移り、「下水内郡教育会図書館」として活動を開始した。同年、5か年計画で毎年郡から200円と、教育会の会員俸給の1000分の2を拠出して図書館費に充てることを決定した。1911年（明治44年）4月には巡回文庫を開始した。この頃の図書館は、長野県庁から150円の補助金を獲得するなど精力的に運営してきた。
1926年（大正15年）、郡制の廃止により下水内郡からの補助金が消滅したため教育会による運営が困難となり、下水内郡教育会は飯山町へ図書館を寄付し、飯山町立図書館となる。町立図書館は第二次世界大戦中も運営を継続したが、1945年（昭和20年）に終戦後の混乱により閉館した。

### 町立から市立へ（1953-1989）
戦争の混乱が終息に向かっていた1953年（昭和28年）6月、飯山町公民館の一角で飯山町立図書館として開館する。開館当時の蔵書数は2,650冊であったが、県立長野図書館から161冊を特別に借り受け、更に新しく150冊を追加購入した。図書館では蔵書数1万冊を目標に町民へ図書の寄贈を呼びかけ、婦人会の助力を得て1か月半ほどで図書638冊、雑誌1,177冊を集めることに成功した。開館から1か月の利用実績は、貸出者数が198人、貸出冊数が253冊で、閲覧者数は628人、閲覧冊数は946冊とまだ少なかった。そこで利用実績を高めようと1954年（昭和29年）6月には開館時間を正午から午後9時にする取り組みを行った。
1954年（昭和29年）8月、飯山町が周辺の村と合併して飯山市となったことにより市立飯山図書館に改称する。この頃、母親文庫の活動が下水内地域にも伝播し、1954年（昭和29年）10月に「下水内PTA母親文庫飯山配本所」が飯山図書館に開設された。母親文庫は、会員であるPTAの母親が4人1組となり毎月配本所へ本を受け取りに行き、組の中で本を回し読みするという組織であった。配本所には、県立長野図書館から本が供給された。一方、飯山図書館では広い市域に対応すべく、1957年（昭和32年）に飯山市太田支所に分室を設置し、飯山市北部の住民の利便性を高めようとした。同年の蔵書数は本館が8,162冊、分室が1,500冊で、利用者は7,500人ほどであった。

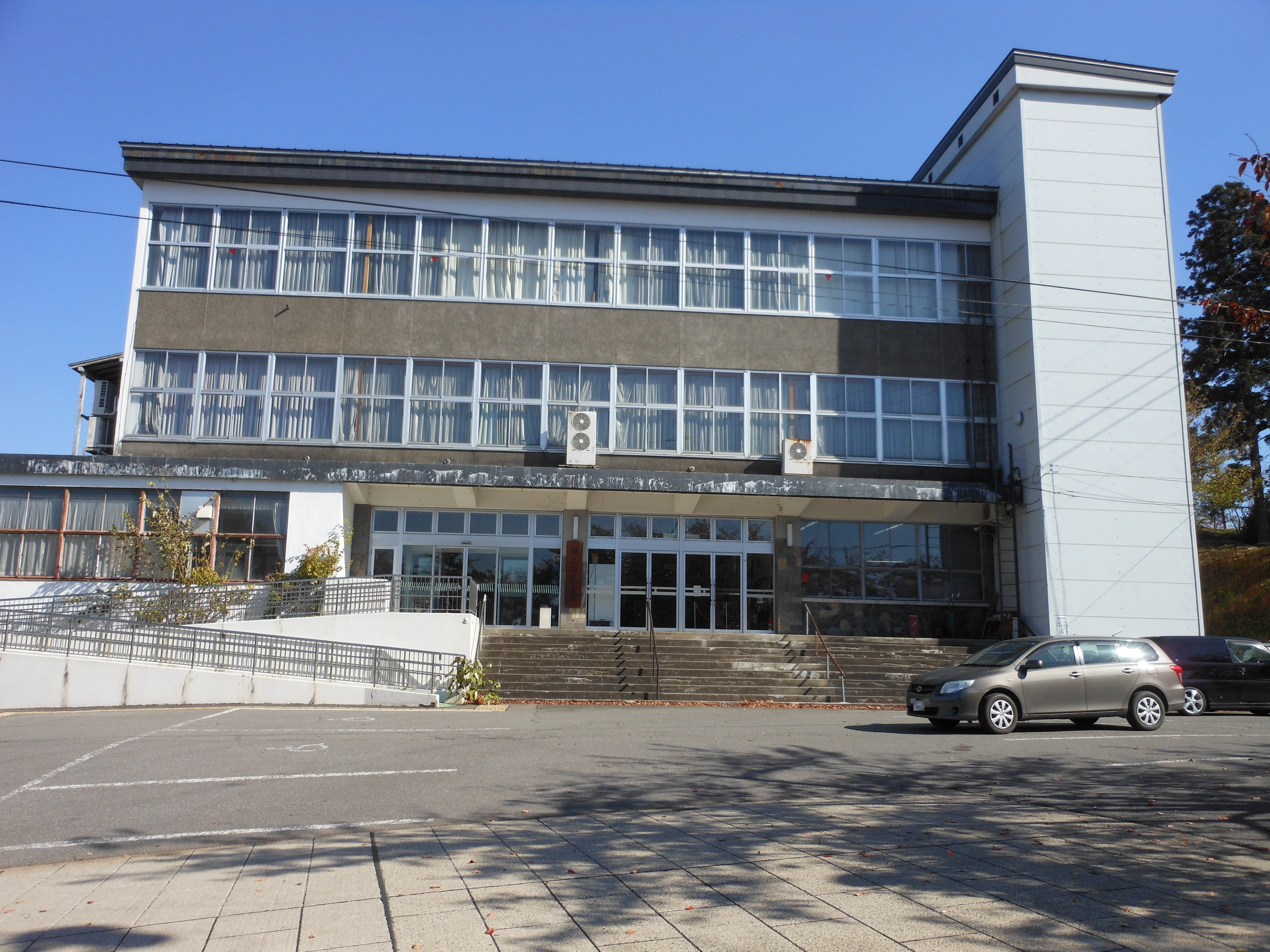
飯山図書館のあった飯山市民会館

1962年（昭和37年）12月、飯山市民会館へ移転する。同年、母親文庫は作文集『雪んこ』の発行を開始する。この頃の母親文庫の会員は2,000人を超えるまでに増加していた。1977年（昭和52年）には飯山市公民館木島分館にミニ図書館を開設し、翌1978年（昭和53年）より移動図書館「ゆきつばき号」を導入し、市内の巡回を開始する。続いて読書感想文集を1979年（昭和54年）から3年連続で刊行して読書欲を喚起し、郷土資料目録カードの作成や郷土資料コーナーの開設で利便性の向上に努めた。

### 独立館へ（1989-）
1989年（平成元年）5月、図書館として独立した建物が新築され、そこへ移転した。鉄筋コンクリート構造の新館は従来館と比べて規模・施設共に優れたものとなり、ビデオコーナー、学習室、会議室などが新設されたほか、広くて明るい開架室が整った。また、郷土資料コーナーや雪資料コーナーといった地域色のあるコーナーの充実を図り、読書離れを防止しようと各種イベントを開催するようになった。1992年（平成4年）度末の蔵書数は本館が40,008冊、移動図書館用が14,111冊であった。
2002年（平成14年）、コンピュータを導入し、ブックスタートも開始した。

## 利用案内

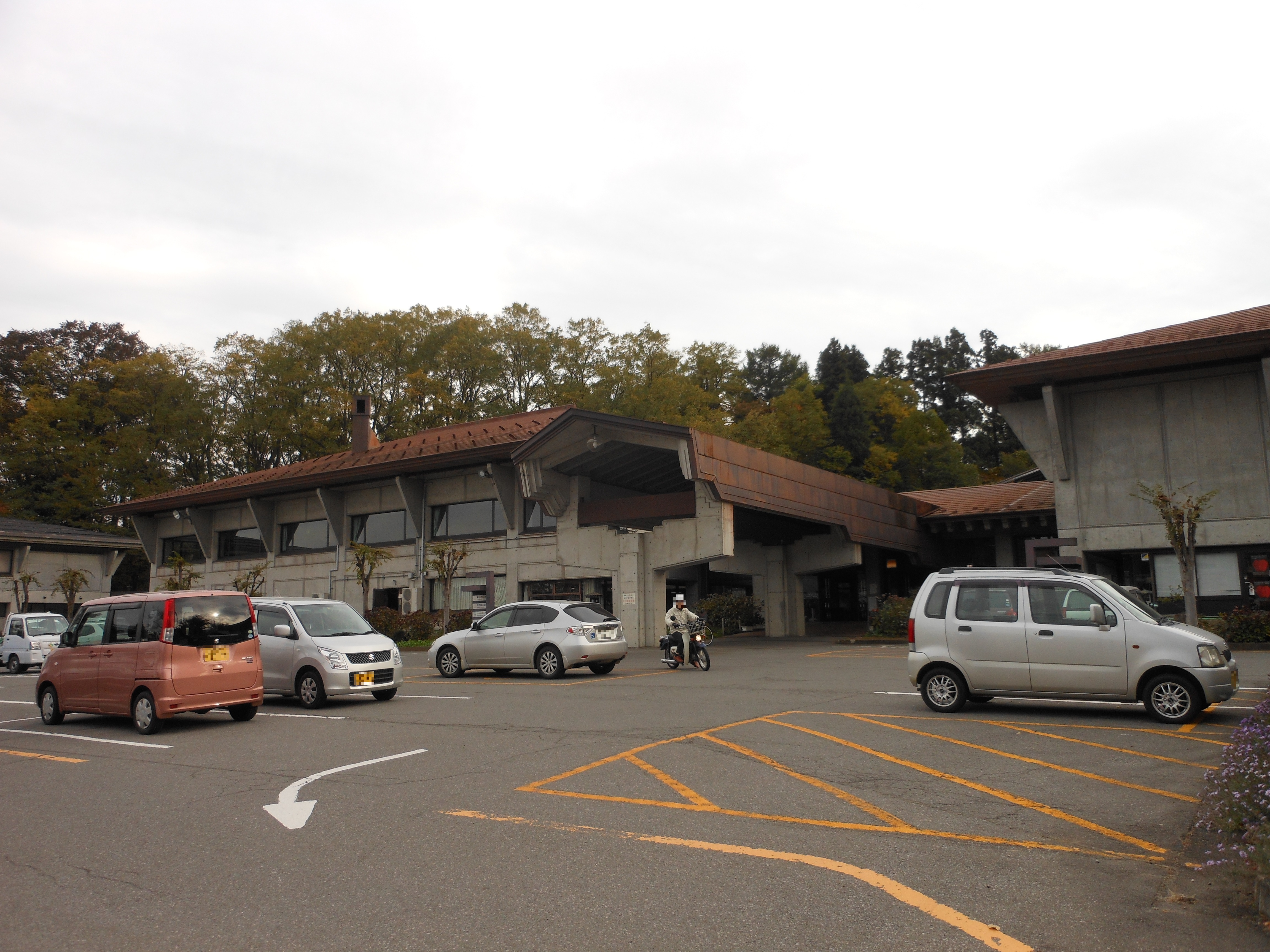
飯山市公民館・市立飯山図書館の共通入り口（2015年10月）

飯山図書館は、飯山市公民館や飯山市伝統産業会館・飯山市美術館と廊下で接している。カウンターは2階にあり、3階は学習室（小中高生対象）と多目的室（一般対象）がある。2016年（平成28年）現在の受け入れ雑誌数は43種、受け入れ新聞数は7種である。
- 開館時間：9時30分から18時まで（ただし土日は17時まで）
  - 電話申し込みをすれば、閉館から21時まで飯山市公民館で図書の受け取りをすることが可能。
- 休館日：月曜日（祝日の場合は翌日も休館）、祝日、特別整理期間、年末年始
- 貸出制限：飯山市に在住・通勤・通学する者
- 貸出可能冊数：10冊まで（うちビデオ・DVDは2点まで）
- 貸出可能期間：ビデオ・DVD・雑誌＝1週間、図書・紙芝居・カセット・CD＝2週間
  - 延長は1回のみ可能、ただしビデオ・DVDは延長不可。
- 複写、レファレンスサービス可能。

## 特色

### 雪資料コーナー
雪国という地域特性を生かし、雪そのものに関する資料のほか、克雪・利雪に関する資料、雪国の民俗・習慣に関する資料を収集している。また和紙生産には、コウゾを雪にさらすという工程があることから、和紙や和紙産業に関する資料もこのコーナーで扱っている。

### 郷土資料コーナー
雪資料コーナーとは別に設けられ、飯山藩に関する資料や道鏡慧端（正受老人）、白隠慧鶴、至道無難ら郷土史に関わる人物の資料が充実する。
郷土資料は貸し出しができない図書館が多い中で、飯山図書館では郷土資料のうち重要なものは副本を用意して貸し出しができるようにしている。

### 移動図書館
1978年（昭和53年）より移動図書館「ゆきつばき号」を導入している。「ゆきつばき号」は1,500冊を積載可能であり、飯山市内40か所を2週間おきに巡回する。運行日は水曜日と金曜日である。
1997年（平成9年）時点では670人が利用登録し、約11,000冊を貸し出していた。2015年（平成27年）度の貸出冊数は8,154冊であった。飯山市の移動図書館事業は交通弱者対策として実施されており、高齢者の利用が多くなっている。

### 子供向け活動
通年で行う子供向けの読書活動として、毎週木曜日の「絵本とわらべうたの会」、毎週日曜日（第2週除く）の「おはなしひろば」、年4回の「親と子の絵本講座」、生後5か月児と保護者向けに絵本のプレゼントや選び方の指導を行う「ブックスタート」がある。このほか、春休みと夏休みを利用した「体験教室」、図書館まつりなどを開催している。